# Colletes dentiventris
Colletes dentiventris är en biart som beskrevs av Dours 1872. Colletes dentiventris ingår i släktet sidenbin, och familjen korttungebin. Inga underarter finns listade i Catalogue of Life.